# Srbuk
Srbuhi Sargsian (Armeens: Սրբուհի Սարգսյան) (Jerevan, 3 april 1994), beter bekend als Srbuk, is een Armeense zangeres.

## Biografie
Srbuk studeerde aan het Komitas-staatsconservatorium van Jerevan, alwaar ze de qanûn leerde bespelen. Ze raakte bekend in eigen land door in 2010 als tweede te eindigen in het eerste seizoen van de Armeense versie van X Factor. In 2016 bracht ze haar eerste single uit. Twee jaar later nam ze deel aan de Oekraïense versie van The Voice. Ze eindigde op de vierde plaats.
In november 2018 werd Srbuk door de Armeense openbare omroep geselecteerd om haar vaderland te vertegenwoordigen op het Eurovisiesongfestival 2019 in Tel Aviv. Ze wist de finale niet te halen.
2006: André · 
2007: Hayko · 
2008: Sirusho · 
2009: Inga & Anush · 
2010: Eva Rivas · 
2011: Emmy · 
2013: Dorians · 
2014: Aram MP3 ·
2015: Genealogy ·
2016: Iveta Mukuchian ·
2017: Artsvik ·
2018: Sevak Chanagian · 
2019: Srbuk · 
2022: Rosa Linn · 
2023: Brunette · 
2024: Ladaniva · 
2025: Parg